# Grete Neumann
Margarete „Grete“ Neumann (* 19. Juni 1912 in Wien; † 14. September 1946 ebenda) war eine österreichische Sprinterin. 
Bei den Olympischen Spielen 1936 in Berlin schied sie über 100 Meter und in der 4-mal-100-Meter-Staffel im Vorlauf aus.
Ihre persönliche Bestzeit über 100 Meter von 12,6 s stellte sie 1936 auf.